# Connie Sawyer
Connie Sawyer, född 27 november 1912 i Pueblo i Colorado, död 21 januari 2018 i Woodland Hills i Los Angeles, var en amerikansk skådespelare.
Connie Sawyer medverkade i filmer som Dum & dummare, När Harry träffade Sally... och Pineapple Express. Hon gjorde även roller i TV-serier som Seinfeld, Will & Grace, How I Met Your Mother och New Girl.

## Filmografi i urval
- 1959 – Livet är härligt
- 1961 – Sanningen om Ada
- 1967 – Våldets väg västerut
- 1977 – Min polare Gud
- 1978 – Tjejen som visste för mycket
- 1979 – ...och rättvisa åt alla
- 1989 – När Harry träffade Sally...
- 1990 – Fåfängans fyrverkeri
- 1992 – Kärlekens ABC
- 1994 – Dum & dummare
- 1997 – Seinfeld (TV-serie)
- 2000 – That '70s Show (TV-serie)
- 2003 – Galen i kärlek
- 2006 – Släkten är bäst
- 2008 – Pineapple Express
- 2012 – 2 panka tjejer (TV-serie)
- 2014 – New Girl (TV-serie)